# バルカ家
バルカ家（羅: Barcas、英: Barcid、西: Bárcidas、伊: Barcidi）は、古代地中海世界で発展したカルタゴの名家である。ただしこの用語はバルカ一族を学術的にまとめるために後世の歴史家が作り出したものである。この一族は第一次ポエニ戦争の敗戦後、イベリア半島の植民市の建設に大いに貢献した。その影響で現在でもイベリア半島、北アフリカの地名（現在のキレナイカ）にその名が残っている。

## 概説
伝説によれば、バルカ家の祖先はカルタゴの女王にしてカルタゴの創始者ディードーと言われている。しかしカルタゴが破壊され、ローマも滅んで久しい現在となっては、学術的にその血統のルーツは分かってはいない。紀元前3世紀の時点ではカルタゴでのバルカ家は支配者階級のひとつであり、恐らくローマの地中海進出が、交易で成り立つカルタゴの国益に反すると感じていたと思われる。そして第一次ポエニ戦争の敗北後、来るべき再戦に備えイベリア半島の経営に乗り出した。
バルカ家はイベリア半島の多くの都市を建設した家系でもあり、その名は現在のスペインの地名に多く見受けられる。その中でも最も顕著な例がカルタヘナであり、ここはバルカ家がイベリア半島統治の本拠として『カルタゴ・ノウァ（新しいカルタゴ）』を建設した場所である。またスペインのバルセロナもそのひとつである（その源流はFCバルセロナの愛称『バルサ(Barça)』にも見られる）。

### バルカ家の人物
- ハミルカル・バルカ：第一次ポエニ戦争に従軍、善戦するも本国カルタゴが敗戦を認め撤退、以降イベリア半島に赴き、カルタゴの植民市の基礎を築いた。その渡航の際に同行する息子ハンニバルに一生ローマを敵とするように誓わせたと言う。
- ハスドルバル：ハミルカル・バルカの義理の息子。ハミルカル亡き後、イベリア半島の統治を担い、カルタゴ・ノウァを建設、その統治を確実のものとする。
- ハンニバル・バルカ：ハミルカル・バルカの長子。義兄ハスドルバルが暗殺されると軍を掌握し、対外進出を図る。そしてローマとの国境紛争は第二次ポエニ戦争にまで発展し、大軍を率いてイタリア半島へ進出、ローマを苦戦させる。その卓越した用兵は現在に至るまで第一級の人物と認められている。
- ハスドルバル・バルカ：ハンニバルの弟。ハンニバルの外征中には兄に代わりイベリア半島の統治を担う。イタリア半島でのハンニバルの支援のためイタリアに侵攻、しかし途中メタウルスの戦いで戦死する。
- マゴ・バルカ：ハミルカルの第三子にしてハンニバルの弟。ハンニバルのもとで兵士の指揮を担い、しばしば兄の勝利に欠かせない貢献をする(マゴーネ・バルカとも呼ばれる)。